# منتخب النيجر لكرة القدم
منتخب النيجر لكرة القدم (بالفرنسية: Equipe de football du Niger)‏ ملقب بمينا وهو المنتخب الوطني في النيجر ويديره اتحاد النيجر لكرة القدم. عضو في الاتحاد الأفريقي لكرة القدم ويعتبر أحد أضعف منتخبات القارة.

## وصلات خارجية
- قائمة بيانات المنتخب من الموقع الرسمي للفيفا باللغة العربية